# Singapur na igrzyskach Wspólnoty Narodów
Singapur wystartował po raz pierwszy na igrzyskach Wspólnoty Narodów w 1958 roku na igrzyskach w Cardiff i od tamtej pory reprezentacja uczestniczyła we wszystkich igrzyskach. Najwięcej złotych medali (10) oraz najwięcej medali w ogóle (30) Singapur zdobył w 2010 roku na igrzyskach w Nowym Delhi.

## Klasyfikacja medalowa
| Igrzyska          | Złoto | Srebro | Brąz | Razem |
| ----------------- | ----- | ------ | ---- | ----- |
| 1958 Cardiff      | 2     | 0      | 0    | 2     |
| 1962 Perth        | 2     | 0      | 0    | 2     |
| 1966 Kingston     | 0     | 0      | 0    | 0     |
| 1970 Edynburg     | 0     | 1      | 1    | 2     |
| 1974 Christchurch | 0     | 0      | 1    | 1     |
| 1978 Edmonton     | 0     | 0      | 0    | 0     |
| 1982 Brisbane     | 0     | 0      | 1    | 1     |
| 1986 Edynburg     | 0     | 0      | 1    | 1     |
| 1990 Auckland     | 0     | 0      | 0    | 0     |
| 1994 Victoria     | 0     | 0      | 0    | 0     |
| 1998 Kuala Lumpur | 0     | 0      | 0    | 0     |
| 2002 Manchester   | 4     | 1      | 7    | 12    |
| 2006 Melbourne    | 5     | 6      | 7    | 18    |
| 2010 Nowe Delhi   | 10    | 12     | 8    | 30    |
| Razem             | 23    | 20     | 26   | 69    |

### Według dyscyplin
| Dyscyplina        | Złoto | Srebro | Brąz | Razem |
| ----------------- | ----- | ------ | ---- | ----- |
| Tenis stołowy     | 12    | 10     | 11   | 33    |
| Strzelectwo       | 6     | 5      | 7    | 18    |
| Podnoszenie cięż. | 4     | 1      | 3    | 8     |
| Badminton         | 1     | 2      | 3    | 6     |
| Gim. sportowa     | -     | 1      | 1    | 2     |
| Boks              | -     | -      | 1    | 1     |
| Razem             | 23    | 20     | 26   | 69    |